# فن الفيلوغرافيا

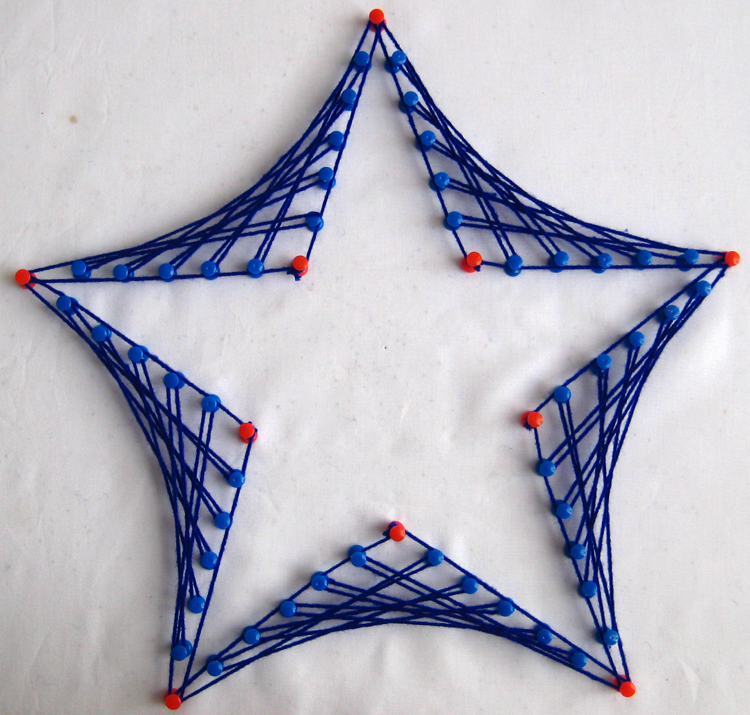
تصميم "النجم" في فن الخيط

فن الفيلوغرافيا أو الرسم بالخيوط والمسامير (بالإنجليزية: String art)‏، هو أحد الفنون التي ظهرت ابان العهد العثماني وتعتبر أحد فروع الرسم وفيها يتم استخدام الخيوط والمسامير بدلا عن الاقلام والاوراق حيث تثبت المسامير على قطعة خشب ومن ثم يتم مشابكة الخيوط بالمسامير لانتاج اللوحة المطلوبة ويعتبر من الفنون الصعبة لأنها تحتاج إلى دقة في تثبيت المسامير بالمكان المطلوب. وتؤكّد الدراسات أن فنّ الفيلوغرافيا يُساعد الإنسان على التخلُّص من الضغوط النفسية، خاصّة أنّه فنٌّ مناسبٌ لكلّ الأعمار، وبإمكان الجميع ممارستُه والتحكُّم فيه بشرط التحلّي بالصّبر وسعة النّفَس.

## النشأة
ظهر هذا النوع من الفنون لأول مرة في السجون العثمانية حيث كان النظام انا ذاك يجبر المساجين على مزاولته كونه يقلل التوتر وايضا يعتبر منفذا لتفريغ القلق وبعد انتهاء الحكم العثماني اندثر هذا الفن تقريبا إلى ان عاود الظهور في السجون العراقية ابان حكومة صدام حسين وبعدها انتشر إلى مختلف دول العالم.

## التطور
إن اساس وركيزة هذا الفن هو الخيوط والمسامير وقطع الخشب حيث تدق المسامير على قطع الخشب ومن ثم تتشابك الخيوط بالمسامير لتكتمل اللوحة إلى انه لم يقف عن هذا الحد فقد قام رواد هذا الفن بعدة عمليات تطوير فقد استخدمو اسلاك المعدن بدل الخيوط لأنتاج لوحة لمّاعة وقام اخرون بأستبدال لوح الخشب بالجدران لأنشاء لوحة كبيرة الحجم وثابتة

## إعداد اللوحة
تمُرّ عملية إنجاز اللوحة في فن الفيلوغرافيا بعدد من المراحل، أولها تحضير قالب الشّكل المُراد رسمه، والذي قد يكون لوحة من الخط العربيٍ أو شكلا فنيا، ثم يقُوم صاحب العمل الفني بدقّ المسامير على حَوَافْ الشكل باستعمال المطرقة، قبل أن يُجري عملية الوصل بين المسامير باستخدام أسلاك نحاسية أو خيُوط ملوّنة. ومن الصعوبة تشكيل لوحة بصورة جيدة بسبب الدقّة التي يتطلبها الدقّ على المسامير والأسلاك الملوّنة واحدا تلو الآخر لإنتاج اللوحة بشكل متناغم، ثم يتم لفّها من الأسفل والأعلى، وهناك تقنية خاصة للّف في المرحلة الثالثة”.
ويستخدم الفنانون عادة شجر الحور في اللوحة التي تُدقّ عليها المسامير ثم يضعون جلدا مصطنعا أو قماشا لتغطية أرضيته إن لزم الأمر، وبعد مرحلة التغطية يتمّ لف ورق من أوراق الصحف، لتوضع عليه الورقة المصوّرة أو القالب الذي يُراد العمل عليه، ثم يشرع الفنان في دقّ المسامير على القالب الموضوع، وهو في الغالب يكون شكلا أو خط إسلاميًا، ليدقّ حولها مسامير على بعد مسافات معينة لتشكيل القالب، وبعدها يُمسك القالب بالمقلوب دون نزع أو فكّ الأوراق، ويتمّ طلاؤه بطلاء لامع، وذلك منعا لتآكل وصدأ المسامير.
وعلى الفنان ترك الطلاء لمدة يومين أو ثلاثة حتى يجف، وبعد ذلك يقوم بنزع الأوراق، ثم يقوم بلفة أولية ثم أخرى، حيث وجب عمل اللفتين وإلاّ انهارت الطبقة السفلى، أي أنه يقوم بعمل لفة من الأسفل ومن الوسط ومن الأعلى، وبهذا تكون قد اكتملت مراحل اللوحة الفنية.
ويستغرق صُنع فن الخيط الجيّد وقتا وصبرا ومعرفة بالأدوات التي يجب استخدامها حتى لا تنهار تحفتك الفنية، حيث يُعدّ اختيار المسامير المناسبة أحد العوامل الحاسمة التي ستمنح قطعتك الفنية المظهر المطلوب.

## أنواع الخيوط[8]
- خيط الحرير ويستخدم في رسم الاحرف العربية وايضا في الزخرفة
- خيط البريسم ويستخدم في رسم البورتريات
- خيط الصوف ويستخدم في اللوحات الكبيرة
- خيط القطن ويستخدم في اللوحات الصغير ومتوسطة الحجم

## وصلات خارجية
النساء والفيلوغرافيا